# Sandra Oxenryd

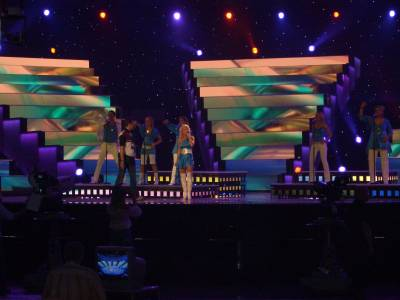
Sandra Oxenryd (2006)

Sandra Oxenryd (* 1. Oktober 1982 in Kristinehamn bei Karlstad) ist eine schwedische Popsängerin.

## Karriere
Bekannt geworden ist sie durch ihren Sieg in der schwedischen Version der Castingshow Fame Factory. Sie veröffentlichte 2005 ihr Debütalbum All There Is und die Single At Your Side, die bis auf Platz zwölf der schwedischen Charts kam.
Am 4. Februar 2006 trat sie in der estnischen Fernsehsendung Eurolaul 2006, dem Vorentscheid zum Eurovision Song Contest, gegen neun Konkurrenten an und gewann knapp vor der Favoritin Ines, die Estland bereits im Jahr 2000 vertreten hatte. Beim Eurovision Song Contest 2006 in Athen erreichte ihr Titel Through My Window den 18. Platz des Halbfinales und konnte sich somit nicht für das Finale qualifizieren.
Oxenryd nahm 2008 mit dem Titel Super Heroes am polnischen Vorentscheid zum Eurovision Song Contest teil.

## Diskografie
Alben
- 2005: All There Is

Singles
- 2005: At Your Side
- 2006: Through My Window